# Alistair Mackay

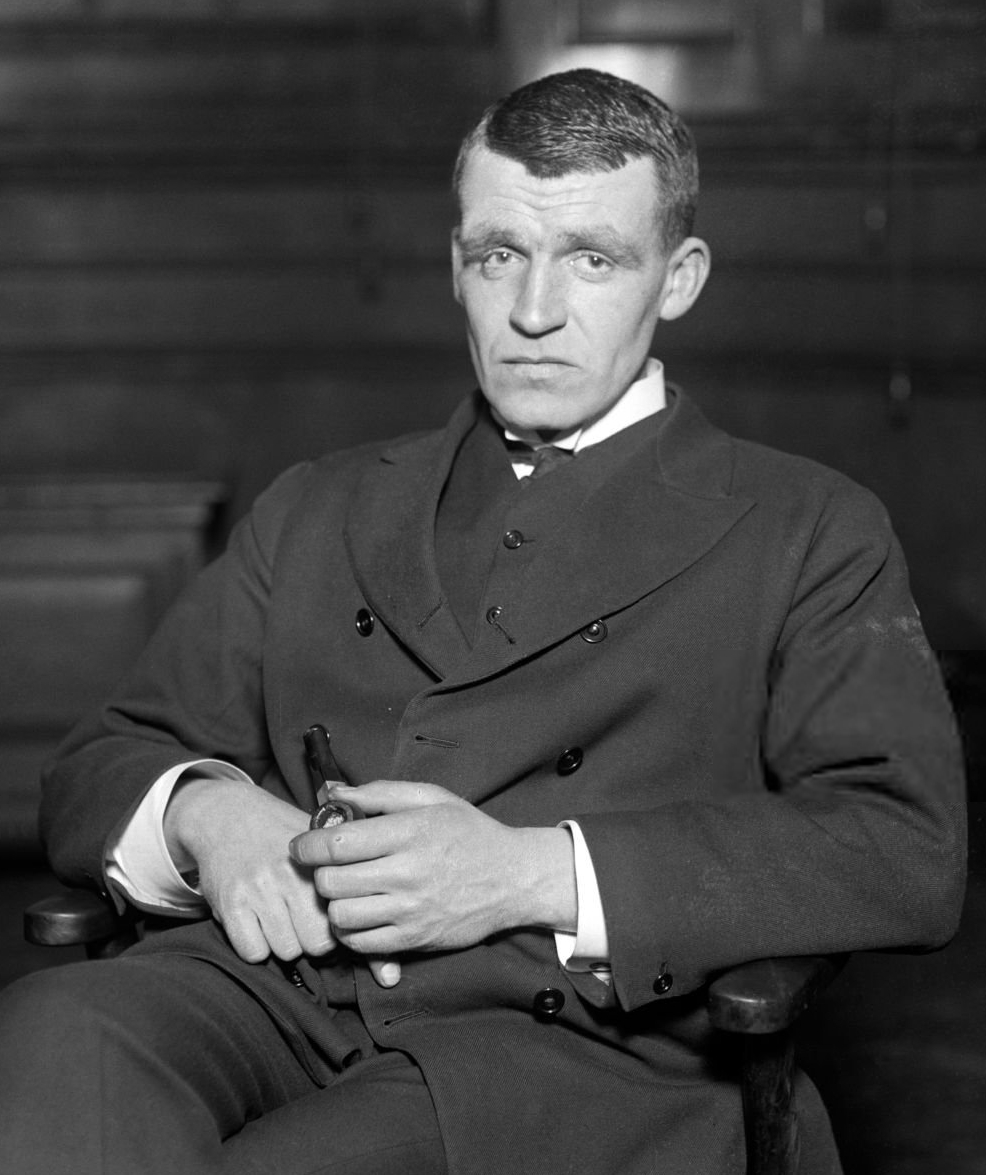
Alistair Mackay (1907)

Alister Forbes Mackay (* 22. Februar 1878 in Carskey, Argyllshire, Schottland; † vermutlich im Februar 1914 nahe der Herald-Insel) war ein britischer Arzt, Biologe und Polarforscher.

## Leben
Mackay war der Sohn von Alexander Forbes Mackay, Lieutenant Colonel des 92nd Regiment of Foot der britischen Infanterie, und dessen Frau Margaret Isabella Mackay, geborene Innes. Er studierte Medizin an der Universität Edinburgh, unterbrochen von Biologiestudien an der Universität Dundee und seinem Dienst im Zweiten Burenkrieg als Trooper unter Robert Baden-Powell. Nach Abschluss seines Medizinstudiums im Jahr 1901 wurde er Chirurg bei der Royal Navy.
Der britische Polarforscher Ernest Shackleton verpflichtete Mackay als Teilnehmer an der Nimrod-Expedition (1907–1909) in die Antarktis. Bei dieser Unternehmung gehörte er zu den Erstbesteigern des Mount Erebus am 10. März 1908 sowie neben Edgeworth David und Douglas Mawson zu den ersten drei Menschen, die am 16. Januar 1909 den antarktischen magnetischen Pol im nördlichen Viktorialand erreichten. Für diese Verdienste wurde er mit der silbernen Ausfertigung der Polar Medal ausgezeichnet.
Nach seiner Rückkehr aus der Antarktis nahm Mackay an der Kanadischen Arktisexpedition (1913–1918) unter Vilhjálmur Stefánsson teil. Ziel dieser Forschungsreise war die Erkundung des Gebiets um die Parry-Inseln und die Errichtung einer Forschungsstation am Nordwestrand des kanadisch-arktischen Archipels. Das Transportschiff Karluk wurde jedoch im Packeis eingeschlossen und sank. Beim Versuch, ab dem 5. Februar 1914 gemeinsam mit James Murray, Henri Beuchat und dem Matrosen Stanley Morris über das Eis die Wrangel-Insel zu Fuß zu erreichen, ging er mit ihnen verschollen.
Nach Alistair Mackay ist der antarktische Mackay-Gletscher benannt.